# Ніжність (фільм, 2013)
«Ніжність» - український короткометражний фільм режисера Анастасії Максимчук.

## Про фільм
Сонце своїми останніми червоними променями пробивається крізь колючки алое до кімнати двох молодих людей. Вона допомагає йому зав'язати краватку, а він пропонує їй завести собаку. Смерть - це щось, що трапляється тільки по телевізору та тільки з поганими людьми. Усього через кілька годин він буде стікати кров'ю, а вона - слухати пульс незнайомого старця і молити, щоб він якнайшвидше зупинився.